# Модэ
Модэ, Маодунь, Модун, в тюркских традициях Мете-хан (кит. 冒頓單于; 234—174 до н. э.) — основатель империи Хунну и её правитель (шаньюй) с 209 по 174 гг. до н. э.

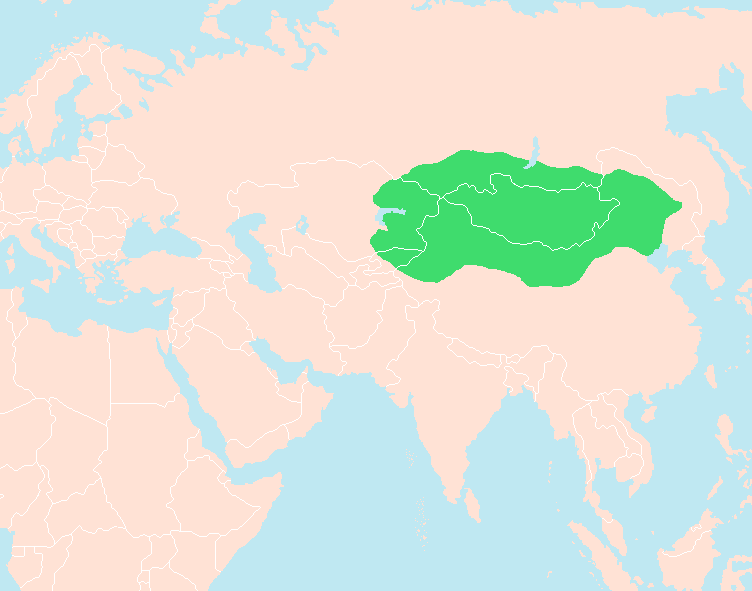
Хуннская держава при Модэ

## Легенда
Согласно легенде, Модэ был старшим и нелюбимым сыном шаньюя Тоуманя, который послал Модэ к юэчжам, потребовавшим заложника. Тоумань планировал совершить набег на юэчжей, чтобы юэчжи вынуждены были убить сына. Но Модэ предугадал намерения отца и при начале набега убил своего стражника и бежал. Удаль Модэ произвела такое впечатление на хунну, что Тоумань был вынужден поставить его во главе одного из уделов государства, дав в управление 10 тысяч семей.
Модэ стал обучать воинов. Он ввёл в обращение свистящую стрелу и приказал воинам стрелять в том направлении, куда пустит стрелу он. Невыполнение приказа каралось смертью. Однажды внезапно он пустил стрелу в любимого коня, а тем, кто не выстрелил, приказал отрубить головы. Потом он выстрелил в свою любимую жену, а нестрелявших — обезглавил. В конце концов, Модэ выстрелил в своего отца, не последовать его примеру не рискнул ни один из воинов. Так он стал правителем гуннов в 209 году до н. э.
Некоторые востоковеды Иакинф (Бичурин), Ф. Хирт отождествляют Модэ с мифическим персонажем огузских племен и уйгуров — Огуз-ханом.

## Правление

### Первые походы
Модэ заключил мирный договор с согдийцами, а восточные кочевники дунху потребовали от него лучших коней в качестве дани. Некоторые хунну хотели начать из-за этого войну, но Модэ отдал коней, казнив несогласных. Потом дунху потребовали красивейших женщин, в том числе и жену шаньюя. Модэ отдал и женщин, посчитав, что существование государства стоит дороже, чем женщины. Отказавшимся отдавать жён Модэ отрубил головы. Наконец, дунху потребовали приграничные пустынные земли, которые некоторые хунну предлагали отдать без сопротивления, так как там всё равно никто не живёт. Однако Модэ заявил, что земля — это основание государства и её нельзя отдавать. Он снова казнил несогласных, пошёл в поход на дунху и разбил их. 

Вернувшись из похода, Модэ начал войну с юэчжи и нанёс им поражение. Теперь для хуннов настало время вернуть земли, ранее завоёванные империей Цинь. Для этого Модэ покорил племена Лоуфань и Байян в Ордосе и совершил набег на китайские земли в Янь и Дай, оттуда направился к городам Чаона и Луши, и снова в Янь и Дай. 300 000 армия Модэ практически не получила сопротивления, так как Лю Бан в это время воевал с Сян Юйем.

### Война с Китаем
В 201 году до н. э. Лю Бан назначил князя Хань Синя правителем области Дай (代县, Шаньси, округ Синьчжоу) со столицей в Маи. Модэ осадил Маи и Хань Синь сдался без боя. Таким образом хунну получили проход в центральные области Китая. Они перешли через Гэучжу, осадили Тхайюань (Тайюань) и Цзяньян. Хань Гао-цзу собрал войско и в 200 году до н. э. повёл его против Модэ. Из-за морозов 3 из 10 китайских воинов обморозили пальцы. Модэ стал отступать, а 320 000 китайская армия гналась за ним. Гао-Цзу с отборной конницей оторвался от пехоты. У селения Байдын (в 5 км на ю.-в. от города Пьхинчен, ныне Датун) превосходящие силы хуннов окружили Императора. 7 дней хунну осаждали лагерь императора, Модэ поделил свою кавалерию на 4 части: север — вороные кони, запад-белые, восток-серые, юг-рыжие, но захватить лагерь не смог. Хань Гао-цзу направил лазутчиков с дарами к Яньчжи супруге Модэ. Она сказала мужу, что Император человек «гениальный», и лучше с ним договориться. Модэ не получил помощи от своих китайских союзников Ван Хуана и Чжао Ли и, опасаясь измены с их стороны, решил отпустить императора.
Хунну предоставили коридор, по которому прошли китайцы, держа натянутые луки, и император, чтобы соединиться с основной армией. После этого Модэ отступил. Чиновник Лю Гин направился к хунну для заключения Договора Мира и Родства.

### Позднее правление
Модэ плохо соблюдал договор и назначил Хань Синя полководцем. Хань Синь вместе с Ван Хуаном и Чжао Ли нападали на округ Дай. Чэнь Си, военачальник в Дай, решил присоединиться к Хань Синю. Ханьский генерал Фань Куай отбил Дай и сопредельные районы, но обстановку это не улучшило: много военачальников бежало к Хунну.
В 198 г. до н. э. Лю Цзин предложил Императору: «Империя истощена войнами. Модэ убил отца и женился на мачехе, верить ему нельзя, он жесток и вероломен. Чтобы покорить хунну нужно выдать за Модэ принцессу, которую он сделает Яньчжи, а их сына наследником престола. Кроме того нужно задобрить шаньюя ежегодными подарками. А новый шаньюй будет внуком императора Гао-цзу». Императору понравился план, но он не решился отдать дочь за Модэ и послал другую княжну и подарки: шёлк, рис, вино, хлопок и разные лакомства. В послании Гао-цзу обращался к Модэ — «брат». Модэ был вполне доволен.
В 195 г. до н. э. Лу Гуань князь Янь предался хунну и разграбил земли на восток от Шангу (Чжили). В этом же году скончался Хань Гао-Цзу. В 192 г. до н. э. Модэ прислал императрице Люй Чжи письмо следующего содержания: 

…сирый и дряхлый государь, рождённый посреди болот, возросший в степях между лошадьми и волами, несколько раз приходил к вашим пределам, желая прогуляться по Срединному царству. Государыня одинока на престоле; сирый и дряхлый также живёт в одиночестве. Оба государя живут в скуке, не имея ни в чём утешения для себя. Желаю то, что имею, променять на то, чего не имею.
— Бичурин Н. Я. [Иакинф] «Собрание сведений о народах,обитавших в Средней Азии в древние времена» (Первая часть-отделение I- часть 2)
Генерал Фань Куай обещал императрице со 100 000 войском уничтожить хунну. Цзи Бу заявил, что это Фань Куаю надо отрубить голову за то, что он не спас область Дай, когда имел 320 000 войска, а теперь предлагает воевать. Императрица прислушалась к Ги Бу и приказала Чжан Цзэ написать ответ (в тонких дипломатических выражениях), что она уже стара для брака с Модэ. Шаньюй был доволен и в 179 г. до н. э. подтвердил договор мира и родства.
Вэнь-ди в 177 г. до н. э. подтвердил договор мира и родства с шаньюем. Но в этом же году хуннский князь напал на Ордос, против него император послал министра Гуань Ина с 85 000 конницы и колесницами, но хунну уже ушли в степи. В это время император поехал в Тайюань, где взбунтовался Цзи Бэй Ван, император отозвал войска с севера для подавления мятежа. В 176 г. до н. э. Модэ прислал императору письмо, написанное по-китайски, в котором сообщалось, что нападения хунну были спровоцированы злоупотреблениями китайских чиновников, но Чжуки-князь всё равно не прав и теперь его послали воевать с юэчжами, но он их победил и прощён, конфликт есть недоразумение и больше не повторится. Вместе с письмом Модэ прислал верблюда, двух верховых лошадей и восемь запряженных. Министры сказали, что это письмо отчасти предупреждение, так как Модэ сообщил о силе хунну и разгроме юэчжей, поэтому сейчас воевать с хунну не следует. В 174 г. до н. э. император отправил шаньюю письмо, где говорил о том, что прощает хунну, желает мира с Модэ и отправляет: роскошную одежду, золотые украшения, 10 кусков шёлка, 30 кусков камки, 40 кусков тёмно-малиновой и зелёной шёлковой ткани.
В 174 году до н. э. Модэ скончался.

## Память
Модэ/Мете-хан является почитаемой исторической фигурой как для тюркских, так и для монгольских народов. Память о Модэ как о великом предке, сохранялась и в эпоху гегемонии монголов. В письме Чингисхана, которое он направил даосскому монаху Чан-чуню, упоминаются слова: «…во времена нашего шаньюй Модэ».
Хотя датой создания сухопутных войск Турции долго было принято считать 1363 год, но турецкий поэт и писатель-националист Нихаль Атсыз в 1963 и в 1973 годах в своих статьях призвал начать отсчитывать существование турецкой армии с 209 года до н.э., когда Мете-хан пришел к власти. В 1968 году эту инициативу поддержал генерал Ахмед Джелаль Турал. В настоящее время сухопутные войска Турции называют датой своего основания именно 209 год до н.э.

## Образ в искусстве

### Скульптуры

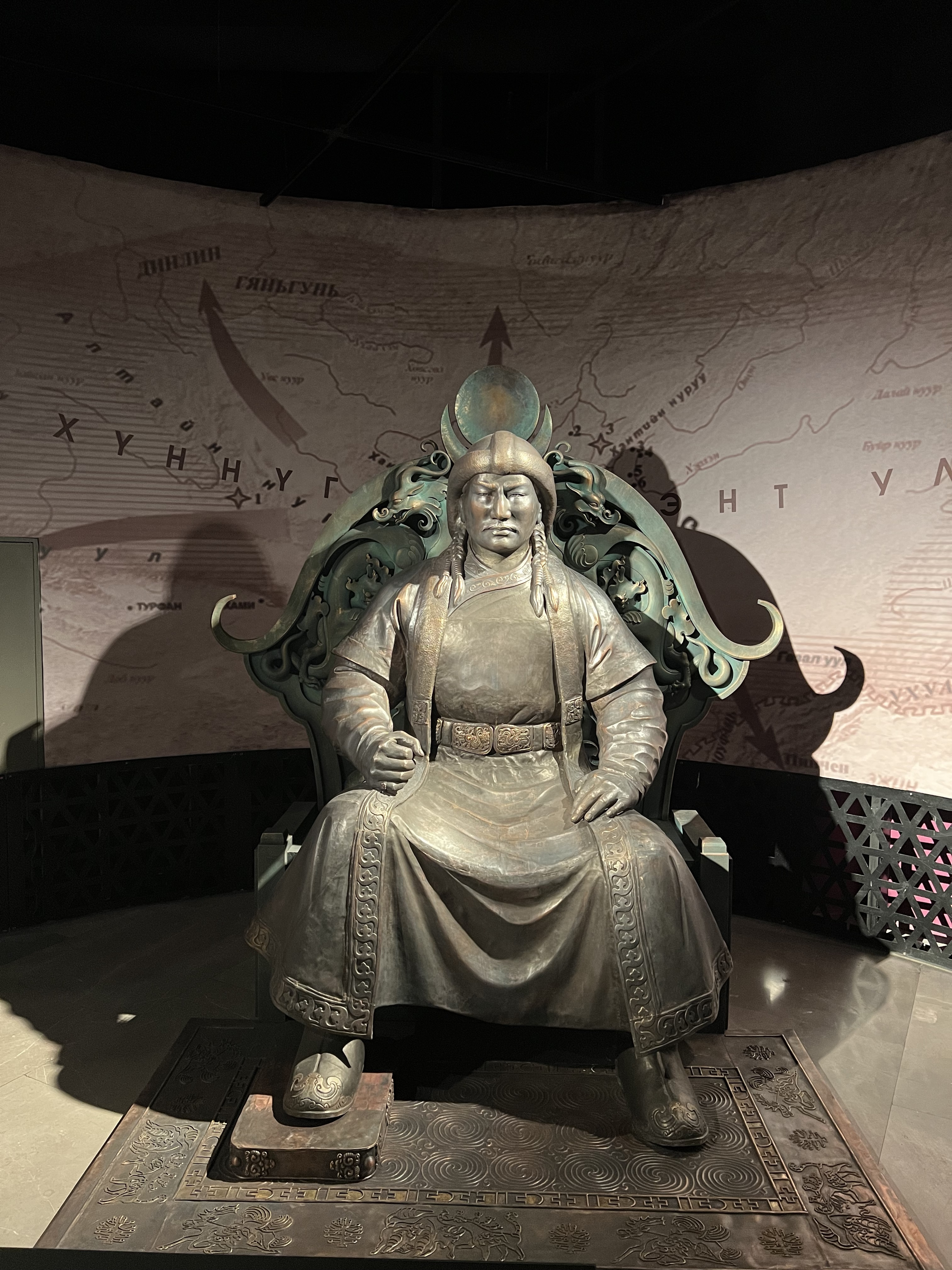
Скульптура Модэ в музее Чингисхана. Улан-Батор, Монголия
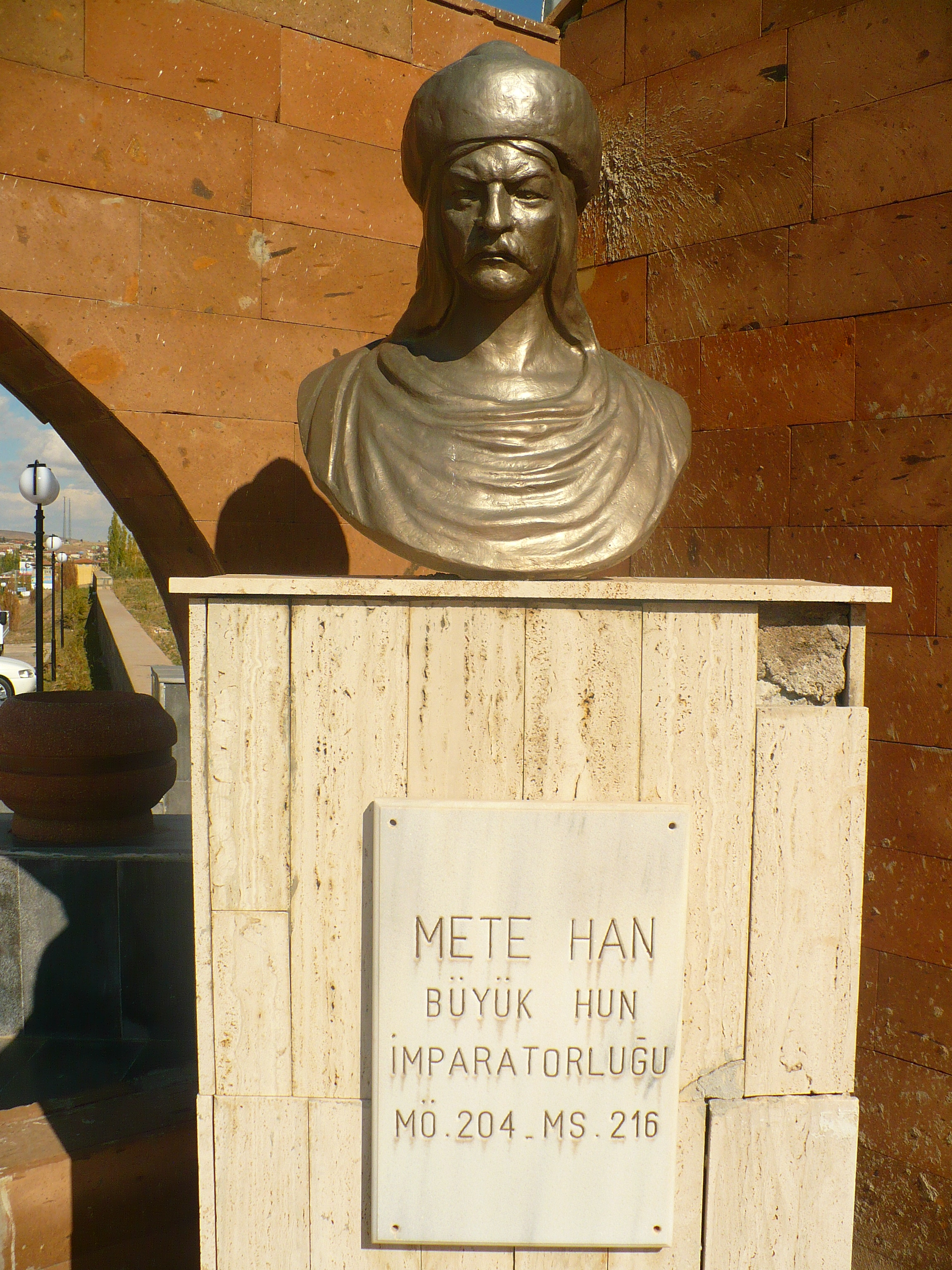
Бюст Модэ/Мете как одного из основателей 16 Великих тюркских империй, части «Памятника турецкости» (Türklük Anıtı) в Кайсери (открыт в 2000 г., фото 2012 г.)

### В литературе
- Модэ стал одним из главных героев одноимённой повести Владислава Пасечника, которая в 2011 году была удостоена премии «Дебют»[8].
- Модэ также является одним из главных героев в повести «Долина бессмертников» бурятского писателя Владимира Митыпова[9]
- Модэ также является одним из главных героев романа «Стрелы степных владык» Анны Макиной.
- Шаньюй Модэ является одним из главных героев повести Юрия Качаева «Синее железо»
- В мультфильме «Мулан» образ вождя гуннов Шань-Ю, врага китайцев, был частично вдохновлен Модэ.
- Истории Модэ и убийства им своего отца Тоуманя посвящена песня и клип монгольской группы Увертюра «Тэнгэрийн хүү» («Сын неба»).